# Boi II
Boi II era um faraó do Antigo Egito, que reinou em data incerta em algum ponto entre o fim de Nacada IIc e começo de Nacada IIIa (3500–3220/3200 a.C.). Seu nome foi descoberto numa cerâmica do Túmulo U-j de Abidos de Escorpião I. Em sua reconstrução, Günter Dreyer estipulou que reinou após Canídeo e antes de Escorpião I. Boi, e os demais, são historiograficamente agrupados na dinastia 00. Outros estudiosos, como Francesco Raffaele, trabalham com a hipótese de que, na verdade, Boi pode ser o nome de um lugar ou outra coisa.